# Paolo Dy
Paolo Dy, né à Manille le 23 juin 1978, est un réalisateur de cinéma et directeur de la photographie philippin.

## Biographie
En 2017, il reporte le prix du meilleur film au festival Mirabile Dictu pour Ignace de Loyola.

## Filmographie

### Cinéma
- 2005 : Miko, court métrage (également scénariste)
- 2007 : Qwerty, court métrage (également scénariste)
- 2010 : Creative License, court métrage (également scénariste)
- 2016 : Ignace de Loyola